# Турчина, Наталья Игоревна
Наталья Игоревна Турчина́ — советская и украинская гандболистка. Мастер спорта СССР международного класса (1990), заведующая кафедрой спортивной подготовки Национального авиационного университета. 

## Биография
Родилась 6 февраля 1971 года в Киеве в семье знаменитого гандбольного тренера Игоря Турчина и Зинаиды Турчиной, признанной лучшей гандболисткой XX века.
В 1996 году окончила Украинский государственный университет физического воспитания и спорта, в 2002 году — Киевский национальный экономический университет.
После окончания университета физкультуры и спорта с 1996 года работала тренером-преподавателем в гандбольном клубе «Спартак» (Киев).
В 1998—2000 гг — заместитель директора киевской СДЮСШОР № 2.
С 2000 года — заведующая кафедрой спортивной подготовки Национального авиационного университета, тренер-преподаватель в гандбольном клубе «Спартак» (Киев).
Наталья Турчина является членом Олимпийской Академии Украины, принимала участие в международных конгресса по вопросам физического воспитания и спорта.

## Спортивная карьера
С 1989 года выступала за гандбольную команду «Спартак» (Киев), которую тренировал её отец Игорь Турчин. До 1994 года в одной команде с Натальей Турчиной играла её мать Зинаида Турчина (в 1990—1994 гг. — играющий тренер).
В 1992 году восемь месяцев выступала под руководством отца за норвежский клуб «Фьелльхаммер», после того, как Федерация гандбола Норвегии оплатила операцию аортокоронарного шунтирования Игорю Турчину в обмен на его работу с мужской и женской командами «Фьелльхаммера».
В составе «Спартака» завоёвывала серебряные (1990, 1991) и бронзовые (1989) медали чемпионата СССР, доходила до финалов Кубка европейских чемпионов (1989), Кубка обладателей кубков (1991) и Кубка ЕГФ (1990).
В составе сборной УССР становилась чемпионкой гандбольного турнира Спартакиады народов СССР (1989); В составе молодёжной сборной СССР выиграла гандбольный турнир «Игр Доброй воли» (1990).

## Опубликованные работы
- Черняєв Е. Г., Вржеснєвський І. І., Турчина Н. І. Теоретичні основи фізичного виховання у вищих навчальних закладах: Методична розробка. — К.: НАУ, 2001. — 16 с.
- Вржеснєвський І. І., Турчина Н. І. Компенсаторний потенціал фізичного виховання у контексті завдань відродження нації // Науковий вісник Харківського державного педагогічного університету: Зб. наук. праць. — Серія: Філософія. — Х.: ОВС, 2002. — Вип. 12. — С. 90 — 91.
- Русско-английский словарь спортивных терминов / Укладачі: Турчина Н. І., Коротя В. В. — К.: НАУ, 2002. — 68 с.
- Турчина Н. І., Вржеснєвський І. І., Хлус В. І. Міське (регіональне) відділення Олімпійської академії України // Фізичне виховання в контексті сучасної освіти: Матеріали І наук.-метод. конфер. — К.: НАУ, 2004. — С. 23 — 24.
- Турчина Н. І., Єфімов А. О. Оцінка фізичної підготовленості студентів підготовчого відділення НАУ // Фізичне виховання в контексті сучасної освіти: Матеріали І наук.-метод. конфер. — К.: НАУ, 2004. — С. 9 — 10.
- Турчина Н. І., Зінченко В. Б., Акімова В. О., Вржесневська Г. І. Використання відновлювальних засобів у режимі дня студентів: Методична розробка для студентів усіх спеціальностей. — К.: НАУ, 2005. — 20 с.
- Турчина Н. И. Эффективность факультативных занятий различной направленности по физическому воспитанию студентов вузов технического профиля // Педагогіка, психологія та медико-біологічні проблеми фізичного виховання і спорту: Зб. наук. праць. — Харків: ХДАДМ, 2005. — Випуск № 21. — С. 97 — 105.
- Турчина Н. И., Ракитина Т. И. Некоторые аспекты физического воспитания в свете тенденций современного образования // Гуманітарна освіта в профільних вищих навчальних закладах: проблеми і перспективи: Матеріали VI Всеукр. наук.-практ. конфер. — К.: НАУ, 2005. — С. 176—177.
- Вржесневский И. И., Турчина Н. И. Определение информационных параметров физических возможностей студентов специального отделения НАУ // Гуманітарні проблеми становлення сучасного фахівця: Матеріали VII Всеукр. наук.-практ. конфер. — К.: НАУ, 2006. — С. 76 — 77